# ایزابلا ترویانوفسکا
ایزابلا ترویانوفسکا (لهستانی: Izabela Trojanowska؛ زادهٔ ۲۲ آوریل ۱۹۵۵) خواننده و بازیگر اهل لهستان است.
از فیلم‌ها یا مجموعه‌های تلویزیونی که وی در آن‌ها نقش داشته است، می‌توان به طایفه، صفر-هفت، به‌گوشم اشاره نمود.